# Neogyna gardneriana
Neogyna gardneriana – gatunek roślin z monotypowego rodzaju Neogyna z rodziny storczykowatych (Orchidaceae). Występuje w południowo-centralnych Chinach, w Tybecie, w indyjskiej prowincji Asam, w Bangladeszu, Nepalu, Laosie, Mjanmie oraz Tajlandii. Rosną w lasach oraz wśród skał na wysokościach od około 1500 do 3600 m n.p.m.

## Morfologia
Kłącze pnące, pseudobulwy rosnące blisko siebie, owalne do stożkowatych. Kwiatostan rozgałęziony, od 6 do 12 odwróconych kwiatów. Kwiaty białe, nie otwierające się całkowicie, z czterema pyłkowinami.

## Systematyka
Gatunek sklasyfikowany do rodzaju Neogyna, do podplemienia Coelogyninae w plemieniu Arethuseae, podrodzina epidendronowe (Epidendroideae), rodzina storczykowate (Orchidaceae), rząd szparagowce (Asparagales) w obrębie roślin jednoliściennych.
W 2021 rodzaj gatunek zakwalifikowany i przeniesiony do rodzaju Coelogyne.